# MYO1E
MYO1E是一个位于人类15号染色体上的基因，编码一种隶属肌凝蛋白超家族的蛋白肌凝蛋白-Ie（Myosin-Ie）。MYO1E编码的肌凝蛋白-Ie是一种非典型的肌凝蛋白，与编码肌凝蛋白-1的MYH1是两种不同的基因。
MYO1E编码的肌凝蛋白-Ie由一个靠近N端的动力结构域、一个IQ模体、一个含有一个PH结构域的TH1结构域、一个富含脯氨酸的TH2结构域，以及一个SH3结构域组成。